# Boy Pablo
Boy Pablo (Eigenschreibweise: boy pablo) ist eine norwegische Dream-Pop-Band aus Bergen, angeführt von Singer-Songwriter Nicolas Pablo Muñoz.

## Geschichte
Muñoz, dessen Eltern chilenischer Herkunft sind, wuchs in Bergen auf. Er besuchte die Sekundarschule Kongshaug Musikkgymnas, eine private Musikschule in der Nähe von Os. Er gründete das Boy Pablo-Projekt im Dezember 2015 und erlangte 2016 in Norwegen erstmals Aufmerksamkeit. Infolgedessen erhielt er ein Stipendium des norwegischen Blues- und Americana-Festivals Bergenfest.
Die Gruppe erreichte 2017 mit ihrem Musikvideo zu Everytime ihren Durchbruch. Dies hatte nach Veröffentlichung auf YouTube im Mai 2017 nur einige tausend Aufrufe. Später verbreitete sich das Video viral und erzielte bislang über 47 Millionen Aufrufe.
Boy Pablo veröffentlichte im Mai 2017 die EP Roy Pablo, welche unter Anderen auch Everytime enthält. Im März 2018 erschien die Single Losing You. Es folgten erste Shows außerhalb Norwegens und eine Tournee durch Europa. Obwohl Muñoz seine gesamte Musik hauptsächlich alleine aufnimmt und produziert, spielt er in seiner Live-Band mit ehemaligen Schulkameraden.
Die Band tourte im Juli 2018 durch die Vereinigten Staaten und Kanada. Im gleichen Jahr wurde sie mit dem Spellemannprisen in der Kategorie Neuentdeckung des Jahres ausgezeichnet.
Im November 2018 tourte Boy Pablo durch Süd-Ost-Asien. 2019 trat die Band auf dem Coachella-Festival auf.

## Diskografie

### Album
- 2020: Wachito Rico

### EPs
- 2017: Roy Pablo
- 2018: Soy Pablo

### Singles
- 2016: Flowers
- 2016: Beach House (Interlude)
- 2017: Everytime (US: Gold)[11]
- 2017: Dance, Baby! (US: Gold)
- 2018: Losing You
- 2018: Sick Feeling
- 2019: Never Cared
- 2020: Hey Girl
- 2020: Honey